# 趙鑾 (成化進士)
趙鑾（1453年—？），字廷振，湖廣荊州府江陵縣人，軍籍，明朝政治人物。

## 生平
湖廣鄉試第五十六名舉人。成化十七年（1481年）中式辛丑科會試第二百九十九名，三甲第一百七十二名進士。

## 家族
曾祖趙才；祖父趙禮；父趙永清，倉大使。母李氏。